# Berta de Holanda
Berta de Holanda (1055-Montreuil-sur-Mer, Francia 1094) fue reina consorte de Francia desde 1072 hasta 1092, por su matrimonio con el rey Felipe I de Francia, siendo también la madre de Luis VI de Francia.

## Biografía
Hija menor del conde Florencio I de Holanda y su esposa Gertrudis de Sajonia. Era nieta por línea materna del duque Bernardo III de Sajonia.
Al morir su padre en 1061, su madre se casó de nuevo con Roberto I de Flandes. En 1072 Roberto I consiguió un tratado de paz con el rey Felipe I de Francia, siendo un punto del mismo la boda de Berta con él.

## Matrimonio y descendencia
Se casó en 1072 con el rey Felipe I de Francia. De esta unión nacieron:
- la princesa Constanza de Francia (1078-1126), casada hacia 1097 con Hugo I de Champaña y posteriormente en 1106 con Bohemundo I de Antioquía,
- el príncipe Luis VI de Francia (1081-1137), rey de Francia,
- el príncipe Enrique de Francia (1083-muerto joven),
- el príncipe Carlos de Francia (1085-muerto joven), abad,
- el príncipe Eudes de Francia (1086-1089).

En 1092 Felipe I repudió a Berta de Holanda para volver a casarse con Bertrada de Montfort alegando que estaba demasiado gorda. Fue confinada por el rey francés en el castillo de Montreuil-sur-Mer, donde murió el 30 de julio del año 1094.